# Mattel
Mattel, Inc. (/məˈtɛl/ MƏ-tel) este o companie multinațională americană de fabricație de jucării și de divertisment fondată în ianuarie 1945 în Los Angeles de Harold Matson și duo-ul de soț și soție Ruth și Elliot Handler. Este prezentă în 35 de țări și teritorii și vinde produse în mai mult de 150 de țări. Compania operează în trei segmente principale: America de Nord, Internațional și American Girl.
Este a doua cea mai mare companie producătoare de jucării la nivel de venituri după Grupul Lego. Două dintre mărcile sale istorice și cu cea mai mare valoare, Barbie și Hot Wheels, au fost numite respectiv proprietatea de jucării de top și cele mai bine vândute jucării ale anului pentru 2020 și 2021 de NPD Group, o companie globală de cercetare de informații.